# Edmond Gerrer
Edmond-Jérôme Gerrer, né le 19 septembre 1919 à Lautenbach (Haut-Rhin) et mort le 26 mai 1996 à Colmar, est un homme politique français.
Professeur de philosophie, militant du MRP depuis 1948, il est député UDF-CDS de la 1re circonscription du Haut-Rhin du 23 juin 1988 au 1er avril 1993. Il est également conseiller général du Haut-Rhin et conseiller régional d'Alsace[Quand ?].

## Mandats
- De 1959 à 1971 : premier adjoint au maire de Colmar
- De 1977 à 1995 : maire de Colmar (UDF-CDS)
- De 1982 à 1988 : conseiller général du canton de Colmar-Sud
- De 1988 à 1993 : député de la 1re circonscription du Haut-Rhin

## Hommage
- La médiathèque de Colmar porte le nom de Pôle Média-Culture Edmond Gerrer.